# ۳۲۶ (قمری)
۳۲۶ (قمری)، سیصد و بیست و ششمین سال در گاهشماری هجری قمری است. اول محرم این سال برابر با سیزدهم نوامبر سال ۹۳۷ میلادی است.

## رویدادها
ابوالفضل بلعمی از وزارت شاه سامانی کنار گذاشته شد و جیهانی جای او را گرفت.